# Golden Raspberry Awards 2001
De Golden Raspberry Awards 2001 was het 22e evenement rondom de uitreiking van de Golden Raspberry Awards. De uitreiking werd gehouden op 23 maart 2002 in het Abracadabra Theater in Santa Monica, Californië voor de slechtste prestaties binnen de filmindustrie van 2001.
Acteur/regisseur Tom Green accepteerde zijn vier razzies voor de film Freddy Got Fingered, en nam ze persoonlijk in ontvangst tijdens de ceremonie. Hij vermaakte het publiek door zelf een rode loper mee te nemen naar de ceremonie.

## Genomineerden en winnaars
| "Winnaar"* |

| Categorie                                                                    | Nominaties |
| ---------------------------------------------------------------------------- | ---------- |
| Slechtste film                                                               |            |
| Freddy Got Fingered (20th Century Fox)                                       |            |
| 3000 Miles to Graceland (Franchise Pictures/Warner Bros.)                    |            |
| Driven (Franchise Pictures/Warner Bros.)                                     |            |
| Glitter (20th Century Fox/Columbia Pictures)                                 |            |
| Pearl Harbor (Touchstone)                                                    |            |
| Slechtste acteur                                                             |            |
| Tom Green in Freddy Got Fingered                                             |            |
| Ben Affleck in Pearl Harbor                                                  |            |
| John Travolta in Domestic Disturbance en Swordfish                           |            |
| Keanu Reeves in Hardball en Sweet November                                   |            |
| Kevin Costner in 3000 Miles to Graceland                                     |            |
| Slechtste actrice                                                            |            |
| Mariah Carey in Glitter                                                      |            |
| Angelina Jolie in Lara Croft: Tomb Raider en Original Sin                    |            |
| Charlize Theron in Sweet November                                            |            |
| Jennifer Lopez in Angel Eyes en The Wedding Planner                          |            |
| Penélope Cruz in Blow, Captain Corelli's Mandolin en Vanilla Sky             |            |
| Slechtste schermkoppel                                                       |            |
| Tom Green en iedereen die hij mishandelt in Freddy Got Fingered              |            |
| Ben Affleck en of Kate Beckinsale of Josh Hartnett in Pearl Harbor           |            |
| Burt Reynolds en Sylvester Stallone in Driven                                |            |
| Kurt Russell en of Kevin Costner of Courteney Cox in 3000 Miles to Graceland |            |
| Mariah Carey's Decolleté in Glitter                                          |            |
| Slechtste mannelijke bijrol                                                  |            |
| Charlton Heston in Cats & Dogs, Planet of the Apes en Town & Country         |            |
| Burt Reynolds in Driven                                                      |            |
| Max Beesley in Glitter                                                       |            |
| Rip Torn in Freddy Got Fingered                                              |            |
| Sylvester Stallone in Driven                                                 |            |
| Slechtste vrouwelijke bijrol                                                 |            |
| Estella Warren in Driven en Planet of the Apes                               |            |
| Courteney Cox in 3000 Miles to Graceland                                     |            |
| Drew Barrymore in Freddy Got Fingered                                        |            |
| Goldie Hawn in Town & Country                                                |            |
| Julie Hagerty in Freddy Got Fingered                                         |            |
| Slechtste remake of vervolg                                                  |            |
| Planet of the Apes (20th Century Fox)                                        |            |
| Crocodile Dundee in L.A. (Paramount)                                         |            |
| Jurassic Park III (Universal)                                                |            |
| Pearl Harbor (Touchstone/Disney)                                             |            |
| Sweet November (Warner Bros.)                                                |            |
| Slechtste regisseur                                                          |            |
| Tom Green voor Freddy Got Fingered                                           |            |
| Michael Bay voor Pearl Harbor                                                |            |
| Peter Chelsom (with Warren Beatty) for Town & Country                        |            |
| Renny Harlin voor Driven                                                     |            |
| Vondie Curtis-Hall voor Glitter                                              |            |
| Slechtste scenario                                                           |            |
| Freddy Got Fingered door Tom Green en Derek Harvie                           |            |
| 3000 Miles to Graceland door Richard Recco en Demian Lichtenstein            |            |
| Driven door Sylvester Stallone, Jan Skrentny en Neal Tabachnick              |            |
| Glitter door Kate Lanier en Cheryl L. West                                   |            |
| Pearl Harbor door Randall Wallace                                            |            |

1980 ·
1981 ·
1982 ·
1983 ·
1984 ·
1985 ·
1986 ·
1987 ·
1988 ·
1989 ·
1990 ·
1991 ·
1992 ·
1993 ·
1994 ·
1995 ·
1996 ·
1997 ·
1998 ·
1999 ·
2000 ·
2001 ·
2002 ·
2003 ·
2004 ·
2005 ·
2006 ·
2007 ·
2008 ·
2009 ·
2010 ·
2011 ·
2012 ·
2013 ·
2014 ·
2015 ·
2016 ·
2017 ·
2018 ·
2019 ·
2020 ·
2021 ·
2022 ·
2023 ·
2024